# Santiago Cáseres
Santiago Cáseres (ur. 25 lutego 1997 w Buenos Aires) – argentyński piłkarz występujący na pozycji pomocnika w hiszpańskim klubie Villarreal CF. Wychowanek Vélez Sarsfield.